# Nica
Nica (rusky Ница) je řeka ve Sverdlovské oblasti v Rusku. Je dlouhá 262 km (včetně nejdelší zdrojnice Nějvy 556 km). Povodí má rozlohu 22 300 km².

## Průběh toku
Vzniká soutokem řek Nějva a Rež. Teče po Západosibiřské rovině. Ústí zprava do řeky Tury (povodí Obu).

## Vodní režim
Zdroj vody je smíšený s převahou sněhového. Průměrný roční průtok vody u města Irbit ve vzdálenosti 165 km od ústí činí 42,5 m³/s. Zamrzá na konci října až na začátku listopadu a rozmrzá na konci dubna.
Průměrné měsíční průtoky řeky ve stanici Irbit v letech 1892 až 1989:

## Využití
Na řece je možná vodní doprava.